# لاري بيرس (كاتب أغاني)
لاري بيرس (بالإنجليزية: Larry Pierce)‏ هو كاتب أغاني أمريكي، ولد في 18 يوليو 1950 في إنديانابوليس في الولايات المتحدة، وتوفي في 19 نوفمبر 2018.

## وصلات خارجية
- الموقع الرسمي
- لاري بيرس على موقع IMDb (الإنجليزية)
- لاري بيرس على موقع ميوزك برينز (الإنجليزية)